# توتوالا
توتوالا (به لاتین: Tutuala) یک منطقهٔ مسکونی در تیمور شرقی است که در Lautém District واقع شده‌است.

## نگارخانه

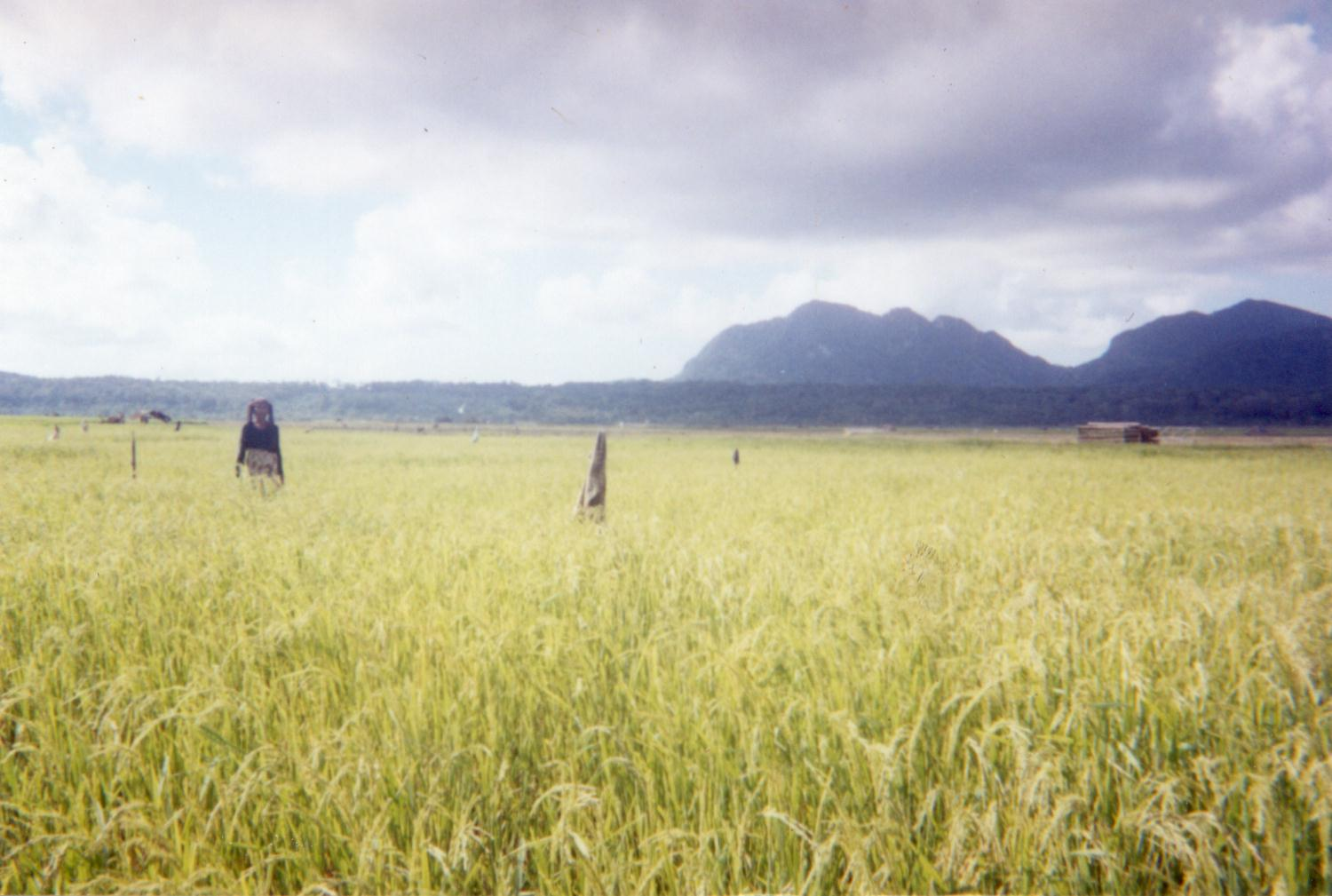
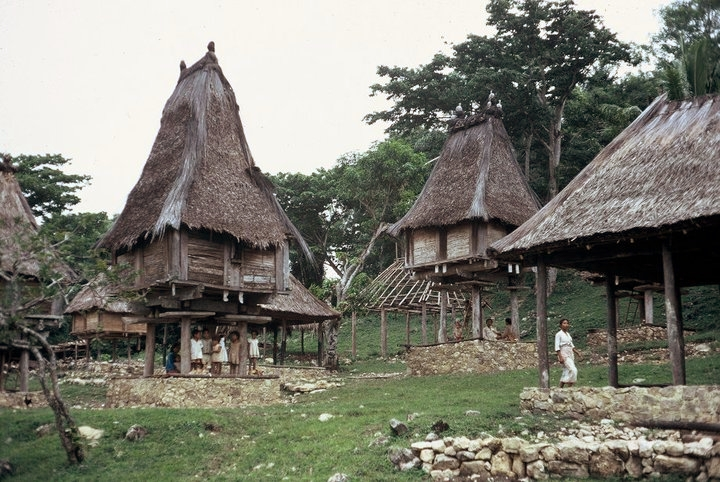
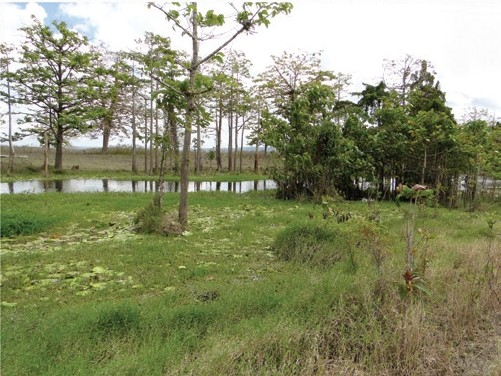
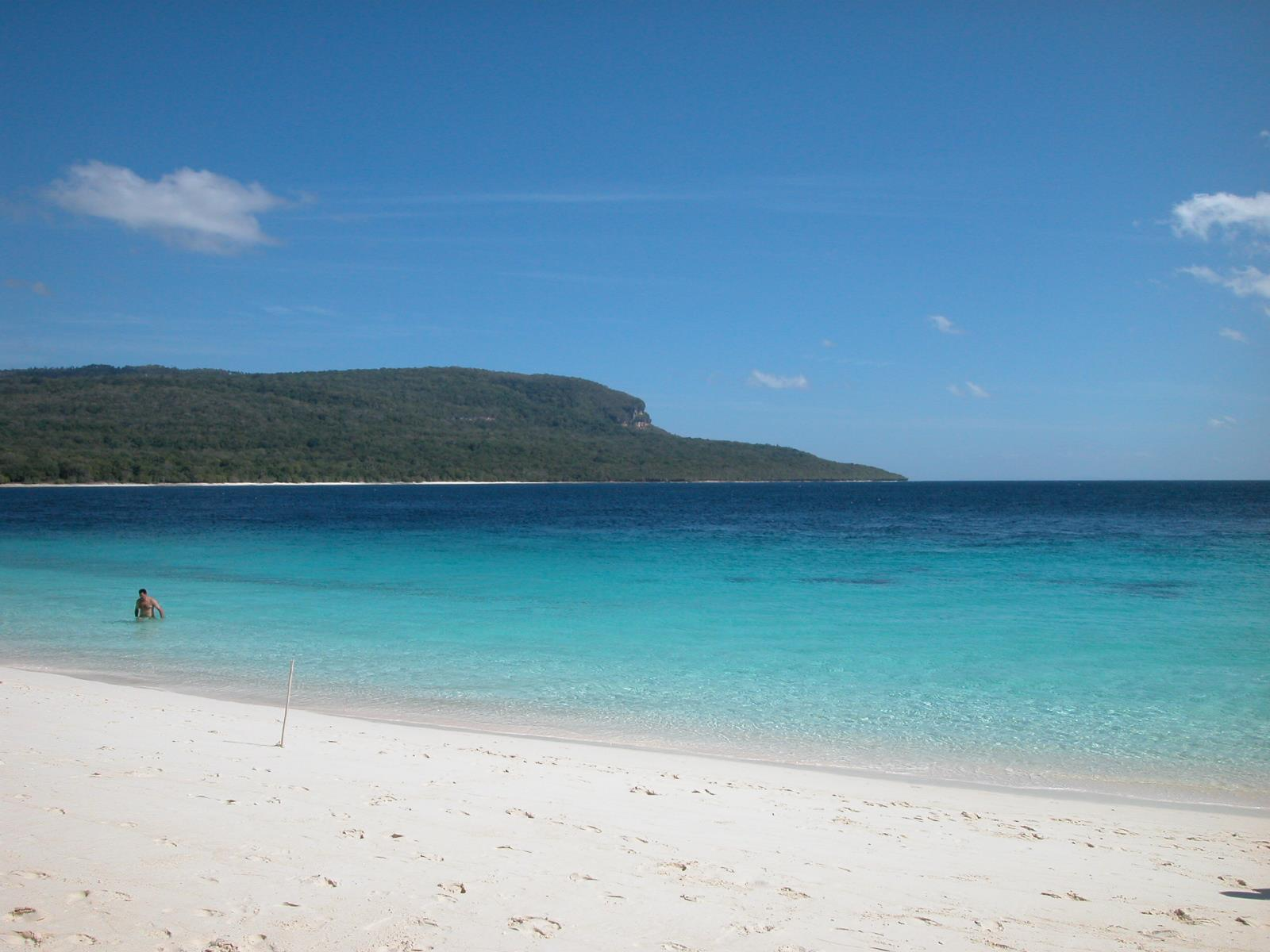

## خصوصیات
توتوالا ۳٬۷۰۷ نفر جمعیت دارد.